# Classe Whiskey
La classe de sous-marin  code OTAN Whiskey (connu aussi sous le nom de projet 613, 644, et 665) est une classe de sous-marins militaires construits par l'Union soviétique au début la guerre froide entre 1949 et 1958 à 275 exemplaires. Son concepteur est le bureau d'étude Rubin. Armés de torpilles, ils peuvent embarquer des missiles mer-sol P-5 Pityorka (code OTAN : SS-N-3).

## Historique

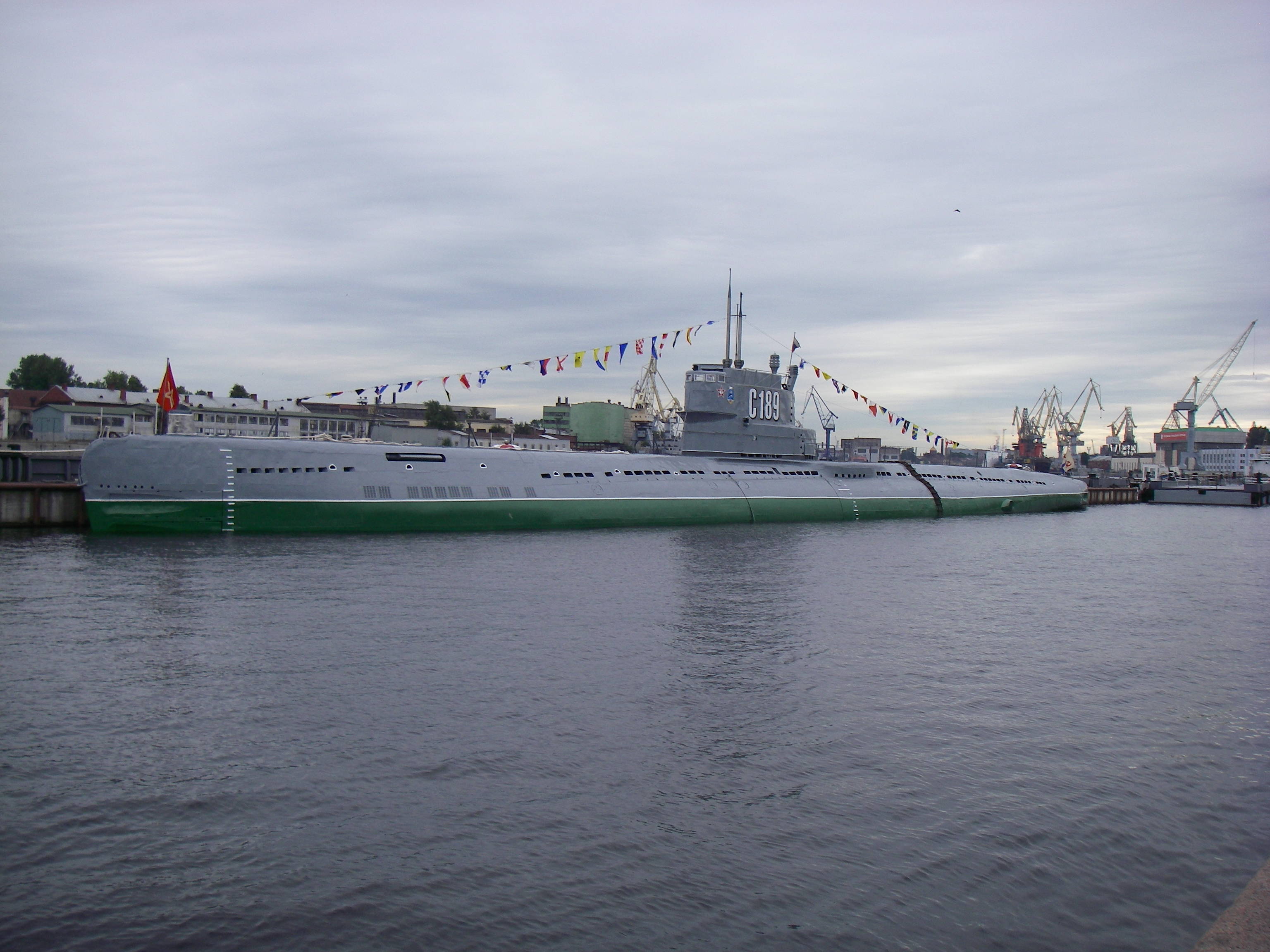
Le Whiskey S-189 devenu un navire-musée à Saint-Pétersbourg.

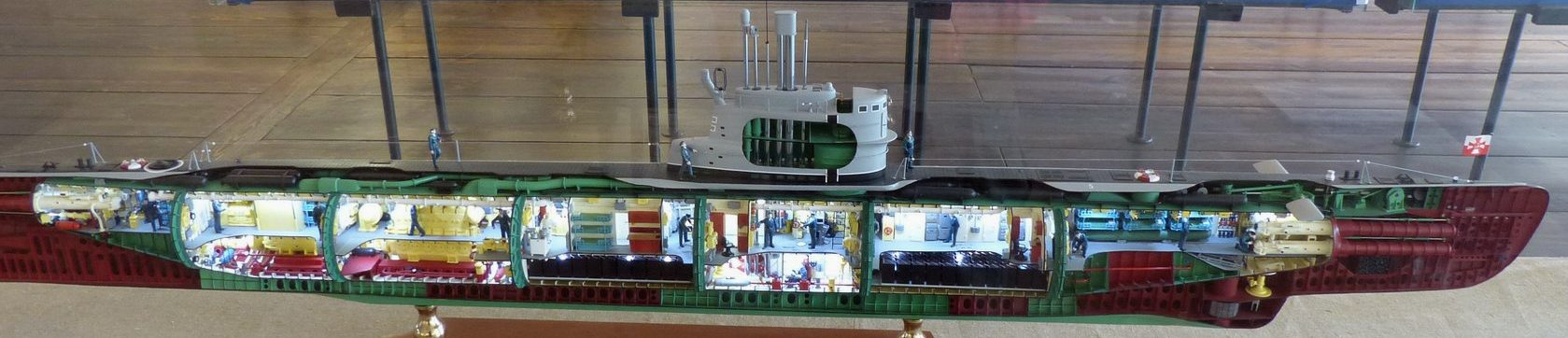
Maquette en coupe du ORP Orzeł (292) polonais.

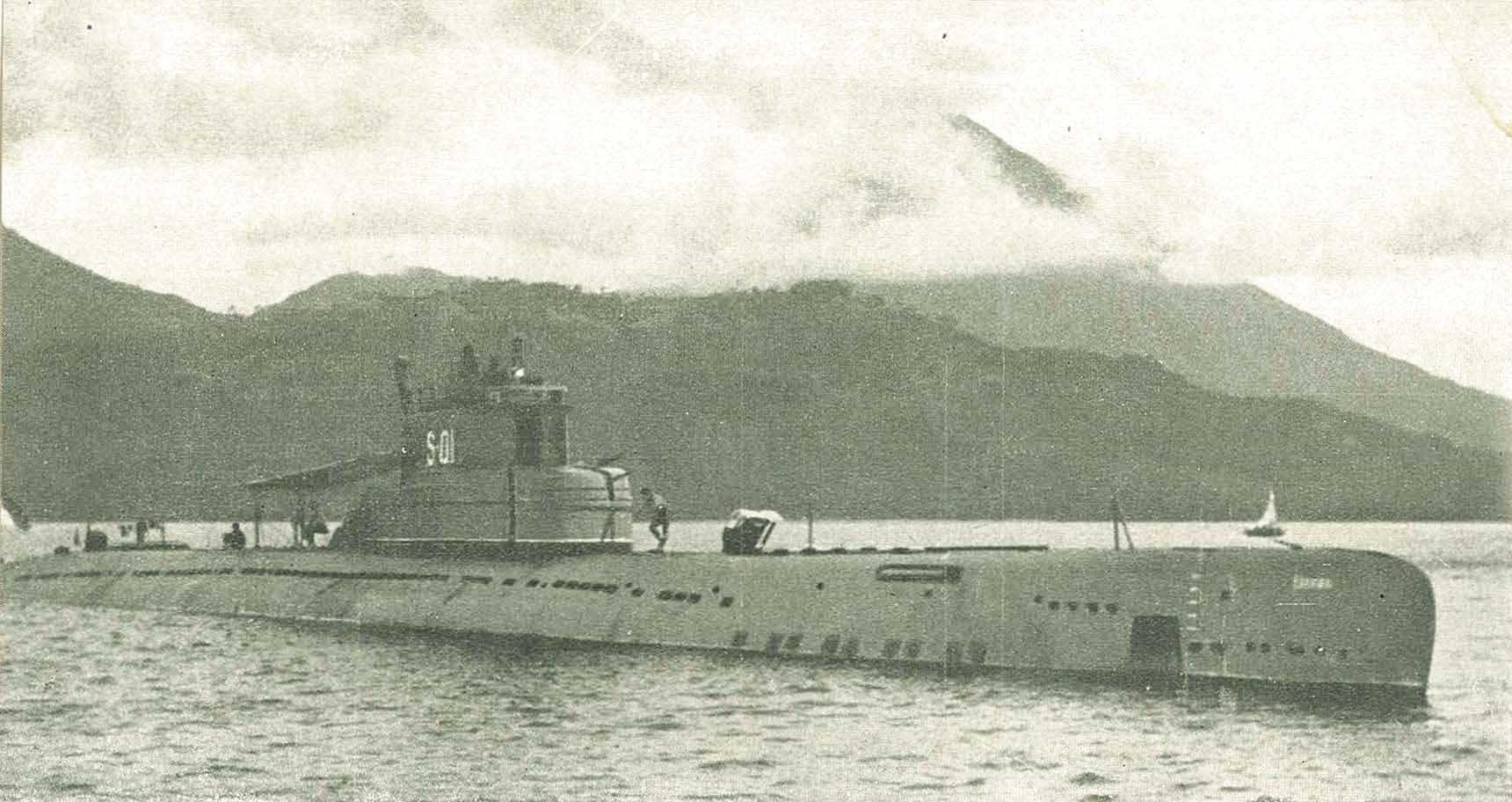
Le RI Tjakra de la Marine indonésienne dans les années 1960

Il s'agit de la première classe de sous-marins exportée par l'URSS.
- 4 sous-marins de cette classe ont été exportés en Albanie (désormais retirés du service),
- 2 en Bulgarie (retirés)
- 5 en Chine (à partir desquels elle construira sa propre version, le Type 03, désormais retirée)
- 7 en l'Égypte (retirés),
- 4 en Corée du Nord, (Liste des navires actifs de la marine populaire de Corée),
- 4 en Pologne (ORP Orzeł (292) , ORP Bielik (295), ORP Sokół (293), ORP Kondor (294), retirés en 1986),
- 12 en Indonésie (2 autres comme pièces détachées).

Le S-363 deviendra célèbre en s'échouant près d'une base navale suédoise en 1981.
En 1982, seules 60 unités étaient encore en service dans la Marine soviétique, désarmées à la fin de la guerre froide.

## Production

Croquis d'un Whiskey.

| Année | Gorki | Mykolaïv | Baltique | Komsomolsk | Total |
| ----- | ----- | -------- | -------- | ---------- | ----- |
| 1951  | 1     | -        | -        | -          | 1     |
| 1952  | 4     | 5        | -        | -          | 9     |
| 1953  | 19    | 11       | -        | -          | 30    |
| 1954  | 29    | 14       | -        | 1          | 44    |
| 1955  | 37    | 18       | 8        | 4          | 67    |
| 1956  | 26    | 15       | 4        | 4          | 49    |
| 1957  | -     | 9        | 3        | 2          | 14    |
| 1958  | -     | -        | 1        | -          | 1     |
| Total | 116   | 72       | 16       | 11         | 215   |